# Lista över svenskutvecklade datorspel
Detta är en lista över svenskutvecklade datorspel för PC, konsol eller mobil samt de studior som utvecklat det. 

## A
A Way Out (Hazelight Studios)
Avatar: Frontiers of Pandora (Massive Entertainment)

## B
Backpacker (Tati Mixedia, Pan Vision, Qiiwi Games)
Battlefield (DICE)
Battlefield Heros (Easy Studios)
Battlerite (Stunlock Studios)
Brothers: A Tale of Two Sons (Starbreeze)

## C
Candy Crush Saga (King)
Crusader Kings (Paradox Development Studio)

## E
Europa Universalis (Paradox Entertainment) 

## F
Fe (Zoink)

## G
Goat Simulator (Coffee Stain Studios)

## H
Headhunter (Amuze)
Hearts of Iron IV (Paradox Development Studio)

## I
It Takes Two (Hazelight Studios)

## J
Just Cause (Avalanche Studios)

## L
Little Big Planet (Tarsier Studios)

## M
MER innebandy (Unique Development Studios)
Minecraft (Mojang)
Mirror's Edge (DICE)
Mysteriet på Greveholm (Young Genius)

## N
Need for Speed (EA Gothenburg)

## O
Obsession (Unique Development Studios)

## P
Payday 2 (Overkill Software)

## Q
Quizkampen (MAG Interactive)

## R
Rock Manager (PAN Vision)

## S
Sanctum (Coffee Stain Studios)
Star Stable (Star Stable Entertainment)
Star Wars Battlefront (DICE
STCC - The Game (SimBin)
SteamWorld Heist (Image & Form)
Stellaris (Paradox Development Studio)
Svea Rike (Target Games)

## T
The Battle of Polytopia (Midjiwan)
The Chronicles of Riddick: Escape from Butcher Bay (Starbreeze)
Tom Clancy's Ghost Recon Advanced Warfighter (Grin)

## U
Unravel (Coldwood)

## V
Valheim (Iron Gate)
Vaudeville (Bumblebee Studios)

## W
Warhammer 40,000: Darktide (Fatshark)
Wolfenstein: The New Order (MachineGames)
World in Conflict (Massive Entertainment)